# Le Cheval, la pipe et la fleur rouge
Le Cheval, la pipe et la fleur rouge est un tableau réalisé par le peintre espagnol Joan Miró en 1920 à Mont-roig del Camp. Cette huile sur toile est une nature morte représente un dessus de table sur lequel sont posés différents objets, parmi lesquels un livre ouvert, un jouet en forme de cheval, une pipe et un verre à pied contenant une fleur d'hibiscus rouge. Elle est conservée au Philadelphia Museum of Art, à Philadelphie.

## Expositions
- Miró : La couleur de mes rêves, Grand Palais, Paris, 2018-2019 — n°11.